# Куцяпский, Артур
Артур Куцяпский (пол. Artur Kuciapski; род. 26 декабря 1993, Польша) — польский легкоатлет, специалист по бегу на средние дистанции. Выступал на профессиональном уровне в 2010—2019 годах, обладатель серебряной медали чемпионата Европы, бронзовый призёр чемпионата мира по легкоатлетическим эстафетам, чемпион Европы среди молодёжи, чемпион Польши в беге на 800 метров, участник чемпионата мира в Пекине и других крупных международных стартов.

## Биография
Артур Куцяпский родился 26 декабря 1993 года. Занимался лёгкой атлетикой в Лодзи, позже переехал на постоянное жительство в Варшаву.
Начиная с 2010 года выступал на различных юношеских и юниорских стартах национального уровня, в беге на 600 и 800 метров.
Впервые заявил о себе на международном уровне в сезоне 2012 года, когда вошёл в состав польской сборной и выступил в дисциплине 800 метров на юниорском мировом первенстве в Барселоне.
В 2013 году в той же дисциплине одержал победу на чемпионате Польши в Торуне, стартовал на молодёжном европейском первенстве в Тампере.
В 2014 году среди прочего одержал победу на Мемориале братьев Знаменских в Жуковском. Благодаря череде успешных выступлений удостоился права защищать честь страны на чемпионате Европы в Цюрихе — в программе 800 метров с личным рекордом 1:44.89 завоевал серебряную награду, уступив в финале только своему соотечественнику Адаму Кщоту.
В 2015 году превзошёл всех соперников на молодёжном европейском первенстве в Таллине, бежал 800 метров на чемпионате мира в Пекине.
В 2017 году на зимнем чемпионате Польши в Торуне получил серебро и установил свой личный рекорд в беге на 800 метров в помещении — 1:48.14.	Позднее вместе с соотечественниками выиграл бронзовую медаль в эстафете 4 × 800 метров на чемпионате мира по легкоатлетическим эстафетам в Нассау. Будучи студентом, представлял страну на Всемирной Универсиаде в Тайбэе, где в фиале 800 метров финишировал пятым.
Завершил спортивную карьеру по окончании сезона 2019 года. Причинной раннего ухода из спорта стала диагностированная ему болезнь Бехтерева.